# David Ausubel
David Paul Ausubel est un psychologue américain né à New York le 25 octobre 1918 et décédé le 9 juillet 2008.
Il étudie à l'université Columbia et est un disciple de Jean Piaget. Il se retire de son académie en 1973 et se consacre à la pratique de la psychiatrique.
Une de ses plus importantes contributions au domaine de la psychologie de l'éducation et des sciences cognitives a été le développement et la recherche sur les organisateurs avancés (depuis 1960).